# رولاند ميتشيل
رولاند ميتشيل (بالإنجليزية: Roland Mitchell)‏ هو لاعب كرة قدم أمريكية أمريكي، ولد في 15 مارس 1964 في كولومبوس في الولايات المتحدة.

## وصلات خارجية
- رولاند ميتشيل على موقع مرجع كرة القدم المحترفة.كوم (الإنجليزية)